# Гиппий (тиран)
Гиппий (др.-греч. Ἱππίας; 570-е — 490 до н. э.) — сын Писистрата, тиран Афин в 527—510 до н. э.

## Биография
Он был старшим сыном Писистрата и, как утверждает традиция, наиболее серьёзным и способным к политике из его сыновей: его младшего брата Гиппарха традиция обвиняет в легкомыслии, которое и стало причиной его гибели, тогда как другой брат, Фессал, якобы добровольно отказался от политической деятельности. Во время изгнания Писистрата именно он настаивал на необходимости попытаться вооружённой силой вернуться к власти в Афинах.

### Тирания
Став тираном после смерти отца, при соправительстве Гиппарха, он в общем продолжал отцовскую политику: были введены косвенные налоги (с верхних этажей, лестниц, оград, дверей), но зато вдвое понижен прямой налог (с десятой до двадцатой доли урожая); продолжалось утверждение Афин на черноморских проливах, так что Мильтиад Старший (дядя полководца Мильтиада) основал афинскую колонию на Херсонесе Фракийском; существовали тесные, унаследованные ещё от отца союзные связи с Аргосом, Спартой и фессалийцами. Продолжалось строительство и покровительство поэтам, в частности были приглашены лучшие поэты того времени: Анакреонт (за ним был послан специальный корабль) и Симонид Кеосский. В то же время Гиппий был гораздо суровей, чем его отец: так, отец Мильтиада Кимон, сосланный Писистратом и им же возвращённый, при Гиппии был убит.
По сообщениям античных авторов, Гиппий держал своих наёмников в строгой дисциплине и стремился убедить младшего брата обуздать своё легкомысленное поведение, однако не сумел: домогательства последним молодого Гармодия, по одной из версий, стали причиной заговора, жертвой которого пал Гиппарх и едва не пал Гиппий. По утверждению Аристотеля, Гиппий в порыве гнева самолично убил Аристогитона.

### Свержение
После гибели Гиппарха в 514 г. Гиппий переходит к политике репрессий — казней и изгнаний, в частности вновь изгоняет из Афин Алкмеонидов во главе с Клисфеном, которые со своей стороны начинают борьбу против тирании; их попытка укрепить местечко Лепсидрий кончается провалом; выбитые из Лепсидрия, Алкмеониды подкупают Дельфийского оракула, который даёт спартанцам повеление свергнуть тиранию. Первый поход спартанцев (в 511 или 510 г.) Гиппию удалось отразить с помощью союзной фессалийской конницы, причём в бою погиб спартанский предводитель Анхимолий. Разгневанные этим спартанцы немедленно выслали новое войско, во главе с царем Клеоменом, к которому присоединились и афинские противники тирании. Гиппий был осаждён на акрополе. Как утверждает Геродот, он имел все возможности выдержать осаду, однако опасаясь за судьбу детей, попытался ночью незаметно удалить их из Афин; дети были перехвачены спартанцами, и в результате Гиппию пришлось сдаться и покинуть Афины.
Гиппий направился в Сигей (в Троаде), где правил его единокровный брат Гегесистрат. В 508 до н. э. произошло восстание афинян против олигархии Исагора и спартанской интервенции, и спартанцы приходят к мысли восстановить тиранию Гиппия; однако это предприятие терпит провал из-за отказа всех союзников участвовать в походе. Гиппий вновь возвращается в Азию и начинает упорно интриговать при дворе персидских сатрапов Лидии и самого персидского царя Дария I, стремясь вернуться в Афины с персидской помощью. В 490 до н. э. Гиппий, уже глубокий старик, участвует в персидской экспедиции против Афин; именно он ведёт персов и указывает им в качестве места лагеря Марафонскую равнину, где персы и потерпели поражение в Марафонской битве. В том же году Гиппий умирает.
Женат был на Мирине, дочери афинянина Харма. Свою дочь Архедику выдал за Эантида, сына Гиппокла — тирана Лампсака.
В трактате Сенеки «О гневе» приводится в пример история допроса Гиппием известного тираноубийцы, посланного за ним. Гиппий подверг его пыткам, чтобы тот указал имена своих сообщников, и он назвал ближайших друзей тирана, кому, как он знал, было особенно дорого, чтобы тиран оставался у власти. Тот немедленно приказывал казнить их, по мере того как назывались имена, и наконец спросил, остался ли еще кто-нибудь, на что получил ответ: «Ты один; больше я не оставил никого, кому ты был бы дорог».